# Cầu đường sắt Dangsan
Cầu đường sắt Dangsan (당산철교) là cây cầu bắc qua sông Hán, Seoul, Hàn Quốc, được độc quyền dành cho tuyến tàu điện ngầm Seoul số 2. Phía nam cây cầu là Trạm Dangsan tại Yeongdeungpo được xây trên cao, còn trạm Hapjeongda được xây dựng dưới mặt đất, cách đó 600 mét về phía bắc. Cầu hoàn thành năm 1983, còn đường tàu điện ngầm Seoul số 2 qua đây bắt đầu từ ngày 2 tháng 5 năm 1984. Cầu đường sắt Dangsan dài xấp xỉ 1,2 km, cao xấp xỉ 30 m.
Sau vụ cầu Seongsu sụp đổ một phần, các cây cầu ở Seoul được tái kiểm tra về độ an toàn và cây cầu Dangsan bị đóng cửa. Sau đó ngày 31 tháng 12 năm 1996, cầu được xây dựng lai và hoàn thành vào ngày 22 tháng 11 năm 1999.